# 读库
《读库》是由张立宪主编，读库团队编辑，新星出版社（前3期为同心出版社）出版的杂志书（Mook）。“读库”也是一个图书品牌，通过新星出版社等出版社科、非虚构类图书。读库编辑部位于中国北京，库房位于江苏南通。

## 内容
读库以刊发中篇非虚构文章为主体，主要内容包括传记、书评、影评、历史事件等等，着重关注“那些Google不到的人物”。读库的名字为“阅读的仓库”之意，每两月出版一本，一年正式出版6本，书名即为“读库XX01”-“读库XX06”（XX为当年年份）。另有别册一份，名为“读库XX00”，仅赠送全年订户。
每期读库的扉页均附赠藏书票。

### 00系列
“00系列”即《读库0600》开始的不加书号不通过出版社正式出版的读库别册。最早的《读库0600》为试刊号，从《读库0700》开始，00系列主要辑录读库的编辑手记以及当年读库团队举办的讲座活动的记录。00系列会随着每年的第一期MOOK发送到订户手中。

### 小册子与大册子
《读库》的订户在订阅整年的《读库》时，还可以选择追加小册子（M套餐）或大小册子（L套餐）。如果订阅了大小册子，则读者会在收到每一期MOOK的同时收到一本小册子，或大小两本册子。通常小册子是一本通俗的社科类读物，而大册子则是一本厚重的人文社科类读物。

## 子品牌
- 漫编室 出品漫画及相关内容书籍。[5]
- 中国古典文学阅读计划 吉川幸次郎作品集。[6]

## 电子内容
2022年，读库首次推出读者App。App为完全付费服务。订阅全年《读库》的用户可以得到一个验证码，兑换一年的App使用权。读者亦可单独购买App使用权，同时选择附赠纸质图书，或仅购买App，其价格是相同的。由于推出了App，居住于海外的读者可以同步阅读《读库》文章。

## 读库团队

### 张立宪
张立宪为读库主编，网名见招拆招，曾编辑《大话西游宝典》。